# East Cay
Pour l'île des Îles Turques-et-Caïques, voir East Cay (îles Turks).
East Cay est une île du territoire d'Anguilla dans les Petites Antilles.